# Il segreto della signorina Voss
Il segreto della signorina Voss (titolo originale Murder is No Joke) è la trentesima novella gialla di Rex Stout con Nero Wolfe protagonista.

## Storia editoriale
Il racconto fu pubblicato per la prima volta nel febbraio 1958 nella raccolta And Four to Go. Stout ne scrisse anche una versione espansa e con diverse modifiche (in particolare, cambiando notevolmente l'età e la descrizione del personaggio di Flora Gallant) per la pubblicazione sulla rivista The Saturday Evening Post in tre puntate, nel giugno e luglio 1958, con il titolo di Frame-Up for Murder.  Questa versione espansa fu pubblicata su libro nella raccolta postuma Death Times Three nel 1985.

## Trama
Flora Gallant, sorella di un noto stilista di moda, chiede a Wolfe di accertarsi sul tipo di presa che ha una donna, Bianca Voss, sul passato del fratello. Quando riesce a metterlo in contatto con Wolfe, dall'altro lato del telefono arriva distinto il suono di un omicidio. L'investigatore sospetta che si sia trattato di una messinscena, ma la signorina Voss è stata davvero assassinata nel suo ufficio.

### Personaggi principali
- Nero Wolfe: investigatore privato
- Archie Goodwin: assistente di Nero Wolfe e narratore di tutte le storie
- Fritz Brenner: cuoco e maggiordomo
- Alec Gallant: famoso sarto
- Flora Gallant: sorella di Alec
- Bianca Voss, Carl Drew, Anita Prince, Emmy Thorne: della sartoria Gallant
- Sarah Yare: attrice
- Cramer: ispettore della Squadra Omicidi
- Purley Stebbins: sergente della Squadra Omicidi

## Critica
"La sorella di un famoso stilista cerca di convincere Wolfe ad aiutare suo fratello a sbarazzarsi di una donna misteriosa che sembra eserciti un'indebita influenza sulle sue faccende di affari e personali. Wolfe e Archie ben presto si ritrovano invischiati in un'indagine su un delitto nella quale tutti i sospettati hanno alibi a prova di bomba. Wolfe ragionando si fa strada attraverso un ginepraio di false piste, indizi, menzogne e moventi per smascherare finalmente l'omicida. Niente trucchi, stratagemmi o sciarade qui, solo del buon ragionamento deduttivo. Questa è una storia solida e con indizi leali verso il lettore, malgrado il comportamento improbabile di tre personaggi. Questa storia segnò la fine del calo di qualità di Stout nei tardi anni cinquanta e iniziò un breve periodo di ripresa che durò fino al 1961."
"Murder Is No Joke (1958) è una lettura piacevole. Stout la espanse con il titolo di Frame-Up for Murder. Penso che la versione più breve abbia un passo più veloce e sia più avvincente. Murder Is No Joke richiama La scatola rossa nella sua ambientazione in una ditta di alta moda di Manhattan.  [...] la storia ha una trama gialla ben costruita. Il lettore viene a conoscenza continuamente di elementi riguardo ai fatti alla base del delitto. Questo avviene nel corso di tutta la storia, anziché essere riservato tutto per il finale. La graduale rivelazione della verità avviene grazie a un buon lavoro investigativo di Wolfe, Archie e Cramer. [...] Murder Is No Joke ha un indizio, nel finale, usato da Wolfe per determinare l'identità dell'omicida, che coglie piacevolmente di sorpresa il lettore. Wolfe riflette in modo nuovo su qualcosa che lui e il lettore sanno già. Ma questo indizio ha qualche problema. La maggior parte dell'indizio, se non tutto, era stato condiviso in precedenza con il lettore. E mentre uno solo dei sospetti noti corrisponde a questo indizio, Wolfe non indaga sulla possibilità che il delitto sia stato commesso da qualche estraneo che non avevamo visto in precedenza.

## Edizioni
- Rex Stout, Buon anno con Nero Wolfe, traduzione di Hilia Brinis, collana Supergiallo Mondadori (n. 24), Arnoldo Mondadori Editore, 2002,  p. 333, ISSN 1123-0797 (WC · ACNP).